# Campionati mondiali juniores di sci alpino 2018
I Campionati mondiali juniores di sci alpino 2018 si sono svolti in Svizzera, a Davos, dal 30 gennaio all'8 febbraio. Il programma ha incluso gare di discesa libera, supergigante, slalom gigante, slalom speciale e combinata, tutte sia maschili sia femminili, e una gara a squadre mista.
A contendersi i titoli di campioni mondiali juniores sono stati i ragazzi e le ragazze nati tra il 1998 e il 2002.

## Risultati

### Uomini

#### Discesa libera
| Pos. | Atleta         | Nazione     | Tempo   |
| ---- | -------------- | ----------- | ------- |
| 1    | Marco Odermatt | Svizzera    | 2:20,18 |
| 2    | Sam Mulligan   | Canada      | 2:20,20 |
| 3    | Lars Rösti     | Svizzera    | 2:20,21 |
| 4    | Semyel Bissig  | Svizzera    | 2:20,45 |
| 5    | Filip Forejtek | Rep. Ceca   | 2:20,46 |
| 6    | Jeffrey Read   | Canada      | 2:20,47 |
| 7    | Evan Klufts    | Francia     | 2:20,71 |
| 8    | Zack Monsén    | Svezia      | 2:20,88 |
| 9    | Luke Winters   | Stati Uniti | 2:20,92 |
| 10   | Marco Kohler   | Svizzera    | 2:20,94 |

Data: mercoledì 31 gennaio 2018

1ª manche:

Ore: 10.30 (UTC+1)

Pista: Jakobshorn Nord

Partenza: 2 560 m s.l.m.

Arrivo: 2 105 m s.l.m.

Dislivello: 455 m

Tracciatore: Franz Heinzer (Svizzera)

2ª manche:

Ore: 13.30 (UTC+1)

Pista: Jakobshorn Nord

Partenza: 2 560 m s.l.m.

Arrivo: 2 105 m s.l.m.

Dislivello: 455 m

Tracciatore: Franz Heinzer (Svizzera)

#### Supergigante
| Pos. | Atleta            | Nazione     | Tempo   |
| ---- | ----------------- | ----------- | ------- |
| 1    | Marco Odermatt    | Svizzera    | 1:07,59 |
| 2    | River Radamus     | Stati Uniti | 1:08,47 |
| 3    | Luke Winters      | Stati Uniti | 1:08,50 |
| 4    | Johan Hagberg     | Svezia      | 1:08,77 |
| 5    | Cameron Alexander | Canada      | 1:08,89 |
| 6    | Raphael Haaser    | Austria     | 1:09,08 |
| 7    | Atle Lie McGrath  | Norvegia    | 1:09,17 |
| 7    | Kyle Negomir      | Stati Uniti | 1:09,17 |
| 9    | Tobias Hedström   | Svezia      | 1:09,30 |
| 10   | Semyel Bissig     | Svizzera    | 1:09,37 |

Data: venerdì 2 febbraio 2018

Ore: 10.00 (UTC+1)

Pista: Jakobshorn Nord

Partenza: 2 560 m s.l.m.

Arrivo: 2 105 m s.l.m.

Dislivello: 455 m

Tracciatore: John Kucera (Canada)

#### Slalom gigante
| Pos. | Atleta               | Nazione     | Tempo   |
| ---- | -------------------- | ----------- | ------- |
| 1    | Marco Odermatt       | Svizzera    | 1:39,47 |
| 2    | Fabio Gstrein        | Austria     | 1:40,44 |
| 3    | Albert Popov         | Bulgaria    | 1:40,79 |
| 4    | Alex Vinatzer        | Italia      | 1:41,14 |
| 5    | Gustav Rosberg Vøllo | Norvegia    | 1:41,42 |
| 6    | Alberto Blengini     | Italia      | 1:41,77 |
| 7    | Raphael Haaser       | Austria     | 1:41,82 |
| 8    | Léo Anguenot         | Francia     | 1:42,00 |
| 9    | George Steffey       | Stati Uniti | 1:42,06 |
| 10   | Maurus Sparr         | Svizzera    | 1:42,32 |

Data: martedì 6 febbraio 2018

1ª manche:

Ore: 9.15 (UTC+1)

Pista: Usser Isch

Partenza: 2 420 m s.l.m.

Arrivo: 2 110 m s.l.m.

Dislivello: 310 m

Tracciatore: Jeff Piccard (Francia)

2ª manche:

Ore: 13.15 (UTC+1)

Pista: Usser Isch

Partenza: 2 420 m s.l.m.

Arrivo: 2 110 m s.l.m.

Dislivello: 310 m

Tracciatore: Graham Flinn (Stati Uniti)

#### Slalom speciale
| Pos. | Atleta                 | Nazione     | Tempo   |
| ---- | ---------------------- | ----------- | ------- |
| 1    | Clément Noël           | Francia     | 1:45,31 |
| 2    | Alex Vinatzer          | Italia      | 1:48,08 |
| 3    | Joachim Jagge Lindstøl | Norvegia    | 1:48,49 |
| 4    | Fabio Gstrein          | Austria     | 1:48,63 |
| 5    | Semyel Bissig          | Svizzera    | 1:48,92 |
| 6    | Lucas Braathen         | Norvegia    | 1:49,43 |
| 7    | Fabian Himmelsbach     | Germania    | 1:49,58 |
| 8    | Simon Piolaine         | Francia     | 1:49,59 |
| 9    | River Radamus          | Stati Uniti | 1:50,43 |
| 10   | Jett Seymour           | Stati Uniti | 1:50,60 |

Data: mercoledì 7 febbraio 2018

1ª manche:

Ore: 9.15 (UTC+1)

Pista: Usser Isch

Partenza: 2 300 m s.l.m.

Arrivo: 2 110 m s.l.m.

Dislivello: 190 m

Tracciatore: Sergej Komarov (Bulgaria)

2ª manche:

Ore: 13.15 (UTC+1)

Pista: Usser Isch

Partenza: 2 300 m s.l.m.

Arrivo: 2 110 m s.l.m.

Dislivello: 190 m

Tracciatore: Johnny Davidson (Norvegia)

#### Combinata
| Pos. | Atleta            | Nazione     | Tempo   |
| ---- | ----------------- | ----------- | ------- |
| 1    | Marco Odermatt    | Svizzera    | 2:01,77 |
| 2    | Semyel Bissig     | Svizzera    | 2:02,02 |
| 3    | Raphael Haaser    | Austria     | 2:02,67 |
| 4    | Manuel Traninger  | Austria     | 2:03,24 |
| 5    | Matthias Iten     | Svizzera    | 2:03,41 |
| 6    | Arnaud Boisset    | Svizzera    | 2:03,68 |
| 7    | Moritz Opetnik    | Austria     | 2:03,99 |
| 8    | River Radamus     | Stati Uniti | 2:04,01 |
| 9    | Matteo Canins     | Italia      | 2:04,68 |
| 10   | Filip Vennerström | Svezia      | 2:05,13 |

Data: domenica 4 febbraio 2018

1ª manche:

Ore: 9.00 (UTC+1)

Pista: Jakobshorn Nord

Partenza: 2 300 m s.l.m.

Arrivo: 2 110 m s.l.m.

Dislivello: 190 m

Porte: 60

Tracciatore: Fred Cornec (Francia)

2ª manche:

Ore: 13.30 (UTC+1)

Pista: Usser Isch

Partenza: 2 300 m s.l.m.

Arrivo: 2 110 m s.l.m.

Dislivello: 190 m

Porte: 36

Tracciatore: Hannes Wagner (Germania)

### Donne

#### Discesa libera
| Pos. | Atleta             | Nazione     | Tempo   |
| ---- | ------------------ | ----------- | ------- |
| 1    | Kajsa Vickhoff Lie | Norvegia    | 1:10,10 |
| 2    | Juliana Suter      | Svizzera    | 1:10,38 |
| 3    | Julija Pleškova    | Russia      | 1:10,65 |
| 4    | Marte Berg Edseth  | Norvegia    | 1:10,73 |
| 4    | Julia Scheib       | Austria     | 1:10,73 |
| 6    | Noémie Kolly       | Svizzera    | 1:10,76 |
| 7    | A J Hurt           | Stati Uniti | 1:10,82 |
| 8    | Teresa Runggaldier | Italia      | 1:10,85 |
| 9    | Marte Monsen       | Norvegia    | 1:10,91 |
| 10   | Nadia Delago       | Italia      | 1:10,96 |

Data: giovedì 8 febbraio 2018

Ore: 11.30 (UTC+1)

Pista: Jakobshorn Nord

Partenza: 2 560 m s.l.m.

Arrivo: 2 1050 m s.l.m.

Dislivello: 455 m

Tracciatore: Ivano Nesa (Svizzera)

#### Supergigante
| Pos. | Atleta                     | Nazione     | Tempo   |
| ---- | -------------------------- | ----------- | ------- |
| 1    | Kajsa Vickhoff Lie         | Norvegia    | 1:12,22 |
| 2    | Franziska Gritsch          | Austria     | 1:12,27 |
| 3    | Stephanie Jenal            | Svizzera    | 1:12,85 |
| 4    | Patricia Mangan            | Stati Uniti | 1:12,96 |
| 5    | Julia Scheib               | Austria     | 1:13,23 |
| 6    | Marte Monsen               | Norvegia    | 1:13,29 |
| 7    | Katrin Hirtl-Stanggaßinger | Germania    | 1:13,49 |
| 8    | Nicole Good                | Svizzera    | 1:13,72 |
| 9    | Marte Berg Edseth          | Norvegia    | 1:14,20 |
| 10   | Esther Paslier             | Francia     | 1:14,27 |

Data: domenica 4 febbraio 2018

Ore: 10.30 (UTC+1)

Pista: Jakobshorn Nord

Partenza: 2 560 m s.l.m.

Arrivo: 2 105 m s.l.m.

Dislivello: 455 m

Tracciatore: Stefan Schwab (Austria)

#### Slalom gigante
| Pos. | Atleta                | Nazione     | Tempo   |
| ---- | --------------------- | ----------- | ------- |
| 1    | Julia Scheib          | Austria     | 1:39,66 |
| 2    | Katharina Liensberger | Austria     | 1:39,79 |
| 3    | Riikka Honkanen       | Finlandia   | 1:40,60 |
| 4    | Aline Danioth         | Svizzera    | 1:40,75 |
| 5    | Marte Monsen          | Norvegia    | 1:41,08 |
| 6    | Marte Berg Edseth     | Norvegia    | 1:41,09 |
| 7    | Leona Popović         | Croazia     | 1:41,18 |
| 8    | A J Hurt              | Stati Uniti | 1:41,41 |
| 9    | Doriane Escané        | Francia     | 1:41,60 |
| 10   | Franziska Gritsch     | Austria     | 1:41,73 |

Data: martedì 30 gennaio 2018

1ª manche:

Ore: 9.00 (UTC+1)

Pista: Usser Isch

Partenza: 2 420 m s.l.m.

Arrivo: 2 110 m s.l.m.

Dislivello: 310 m

Tracciatore: Christian Brüesch (Svizzera)

2ª manche:

Ore: 13.00 (UTC+1)

Pista: Usser Isch

Partenza: 2 420 m s.l.m.

Arrivo: 2 110 m s.l.m.

Dislivello: 310 m

Tracciatore: Matias Eriksson (Svezia)

#### Slalom speciale
| Pos. | Atleta              | Nazione     | Tempo   |
| ---- | ------------------- | ----------- | ------- |
| 1    | Meta Hrovat         | Slovenia    | 1:46,51 |
| 2    | Franziska Gritsch   | Austria     | 1:47,23 |
| 3    | Aline Danioth       | Svizzera    | 1:47,76 |
| 4    | Katie Hensien       | Stati Uniti | 1:48,47 |
| 5    | Martina Peterlini   | Italia      | 1:49,55 |
| 6    | Sara Rask           | Svezia      | 1:49,65 |
| 7    | Johanna Bœuf        | Francia     | 1:49,76 |
| 8    | Kaja Norbye         | Norvegia    | 1:49,80 |
| 9    | Kristiane Bekkestad | Norvegia    | 1:50,31 |
| 10   | Lorina Zelger       | Svizzera    | 1:50,46 |

Data: lunedì 31 gennaio 2018

1ª manche:

Ore: 9.00 (UTC+1)

Pista: Usser Isch

Partenza: 2 300 m s.l.m.

Arrivo: 2 110 m s.l.m.

Dislivello: 190 m

Tracciatore: Stefan Kermer (Germania)

2ª manche:

Ore: 12.15 (UTC+1)

Pista: Usser Isch

Partenza: 2 420 m s.l.m.

Arrivo: 2 110 m s.l.m.

Dislivello: 310 m

Tracciatore: Heini Pftitscher (Italia)

#### Combinata
| Pos. | Atleta                     | Nazione     | Tempo   |
| ---- | -------------------------- | ----------- | ------- |
| 1    | Aline Danioth              | Svizzera    | 2:03,41 |
| 2    | Meta Hrovat                | Slovenia    | 2:03,97 |
| 3    | Franziska Gritsch          | Austria     | 2:04,57 |
| 4    | Lisa Grill                 | Austria     | 2:05,23 |
| 5    | Kajsa Vickhoff Lie         | Norvegia    | 2:05,28 |
| 6    | Katrin Hirtl-Stanggaßinger | Germania    | 2:05,29 |
| 7    | Kaja Norbye                | Norvegia    | 2:05,44 |
| 8    | Michelle Niederwieser      | Austria     | 2:06,47 |
| 9    | Nina O'Brien               | Stati Uniti | 2:06,68 |
| 10   | Noémie Kolly               | Svizzera    | 2:06,96 |

Data: lunedì 5 febbraio 2018

1ª manche:

Ore: 9.30 (UTC+1)

Pista: Jakobshorn Nord 

Partenza: 2 300 m s.l.m.

Arrivo: 2 110 m s.l.m.

Dislivello: 190 m

Tracciatore: Marie-Eve Boulianne (Canada)

2ª manche:

Ore: 12.30

Pista: Usser Isch 

Partenza: 

Arrivo: 

Dislivello: 

Tracciatore: Daniel Dorigo (Italia)

### Misto

#### Gara a squadre
| Pos. | Nazione  | Atleti                                                               |
| ---- | -------- | -------------------------------------------------------------------- |
| 1    | Svizzera | Semyel Bissig Aline Danioth Marco Odermatt Camille Rast              |
| 2    | Norvegia | Lucas Braathen Kajsa Vickhoff Lie Joachim Jagge Lindstøl Kaja Norbye |
| 3    | Austria  | Franziska Gritsch Fabio Gstrein Simon Rueland Julia Scheib           |

Data: sabato 3 febbraio 2018

Ore: 

Pista: 

Partenza: 

Arrivo: 

Dislivello: 

Tracciatore: 

## Medagliere per nazioni
| Pos.   | Nazione     | Oro | Argento | Bronzo | Totale |
| ------ | ----------- | --- | ------- | ------ | ------ |
| 1      | Svizzera    | 6   | 2       | 3      | 11     |
| 2      | Norvegia    | 2   | 1       | 1      | 4      |
| 3      | Austria     | 1   | 4       | 3      | 8      |
| 4      | Slovenia    | 1   | 1       | 0      | 2      |
| 5      | Francia     | 1   | 0       | 0      | 1      |
| 6      | Stati Uniti | 0   | 1       | 1      | 2      |
| 7      | Canada      | 0   | 1       | 0      | 1      |
| 7      | Italia      | 0   | 1       | 0      | 1      |
| 9      | Bulgaria    | 0   | 0       | 1      | 1      |
| 9      | Finlandia   | 0   | 0       | 1      | 1      |
| 9      | Russia      | 0   | 0       | 1      | 1      |
| Totale | Totale      | 11  | 11      | 11     | 33     |